# Akinori Nakayama
Akinori Nakayama (中山彰規?, Nakayama Akinori; Nagoya, 1º marzo 1943 – 9 marzo 2025) è stato un ginnasta giapponese, sei volte campione olimpico nella ginnastica artistica.

## Palmarès
| Anno | Manifestazione  | Sede              | Evento               | Risultato | Note  |
| ---- | --------------- | ----------------- | -------------------- | --------- | ----- |
| 1968 | Giochi olimpici | Città del Messico | Concorso individuale | Bronzo    |       |
| 1968 | Giochi olimpici | Città del Messico | Corpo libero         | Argento   |       |
| 1968 | Giochi olimpici | Città del Messico | Sbarra               | Oro       | [ 2 ] |
| 1968 | Giochi olimpici | Città del Messico | Parallele            | Oro       |       |
| 1968 | Giochi olimpici | Città del Messico | Anelli               | Oro       |       |
| 1968 | Giochi olimpici | Città del Messico | Concorso a squadre   | Oro       |       |
| 1972 | Giochi olimpici | Monaco di Baviera | Concorso individuale | Bronzo    |       |
| 1972 | Giochi olimpici | Monaco di Baviera | Corpo libero         | Argento   |       |
| 1972 | Giochi olimpici | Monaco di Baviera | Anelli               | Oro       |       |
| 1972 | Giochi olimpici | Monaco di Baviera | Concorso a squadre   | Oro       |       |